# Hufvudstaden
Hufvudstaden AB är ett svenskt fastighetsbolag noterat på Stockholmsbörsens Large Cap-lista. Bolaget grundades av Ivar Kreuger 1915 och har sedan starten varit en betydande fastighetsägare i centrala Stockholm och förvaltar många fastigheter, vilka innehafts sedan de första verksamhetsåren, belägna i kvarteren mellan Norrmalmstorg och Stureplan. Bolaget kom efter Kreugerkraschen att kontrolleras av Custos fram till 1998 då Fredrik Lundberg tog över som huvudägare. Efter en internationell expansion under 1980-talet är Hufvudstadens fastighetsbestånd numera helt koncentrerat till centrala Stockholm och Göteborg.

## Historia
Hufvudstaden grundades 1915 på initiativ av Ivar Kreuger och har sedan starten varit en betydande fastighetsägare i framförallt centrala Stockholm där bolagets kärninnehav varit beläget i den så kallade gyllene triangeln i Stockholm avgränsad av  Hamngatan, Norrlandsgatan och Birger Jarlsgatan. Bolaget har överlevt såväl Kreugerkraschen som Finanskrisen och är sedan 1938 noterat på Stockholms fondbörs.

### Kreugertiden (1915–1932)

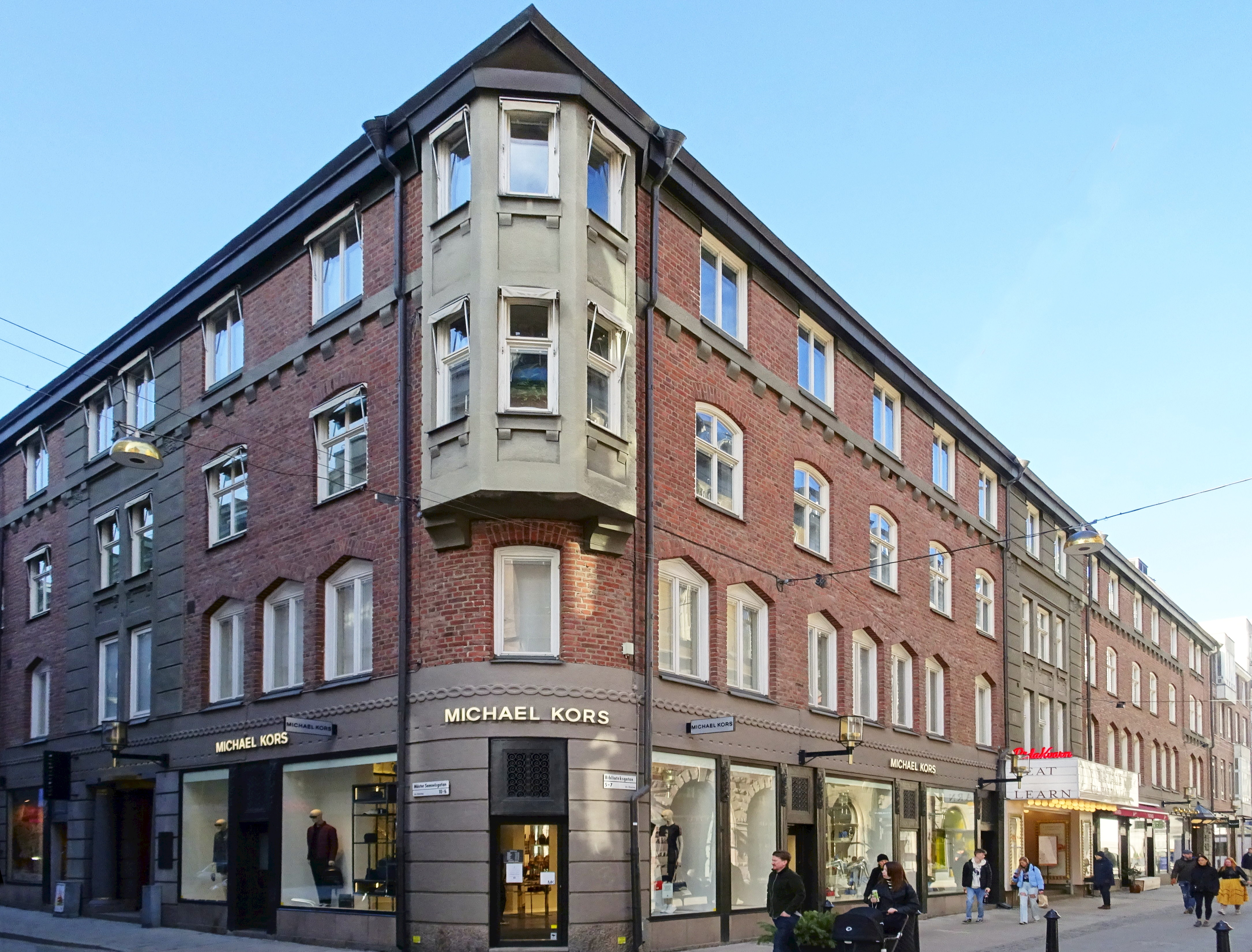
Fastigheten Kvasten 6, med den numera nedlagda biografen "Röda Kvarn", 2021.

Hufvudstaden grundades 30 augusti 1915. Stiftelseurkunden undertecknades av Ivar Kreuger, Lennart Palme, Torsten Kreuger, Carl Juhlin-Dannfelt och Axel E. Larsson och det fastslogs att aktiekapitalet skulle utgöras av minst 600 000 kronor och varje aktie lyda på 100 kronor. I bolaget samlades en rad fastigheter som hade förvärvats av Ivar Kreuger. Han hade 1913 blivit direktör för Stockholms Intecknings-Garanti AB (SIGAB) och genom sitt arbetet fått en god inblick i Stockholms fastighetsmarknad. Han kunde tidigt köpa in ett flertal välbelägna fastigheter, vilka fortfarande utgör kärnan i Hufvudstadens bestånd. Bolagets första direktör blev Lennart Palme. Han var son till Henrik Palme, som under 1870- och 1880-talen hade varit drivande bakom Villastaden och exploateringen av Djursholm, samt en av initiativtagarna till SIGAB.
Vid bildandet av företaget bestod dess tillgångar av främst aktier i olika mindre fastighetsbolag med Ivar Kreuger, Paul Toll och Lennart Palme som ledande personer. Bland bolagen fanns Kvasten som den 1 mars 1915 hade övertagit fastigheten Kvasten 6 vid Biblioteksgatan 5 / Mäster Samuelsgatan 6. Kreuger kontaktades av filmpionjären Charles Magnusson som tillsammans med arkitekterna Edvard Bernhard och Ragnar Östberg hade planerat en ny biograf på tomten i samarbete med den tidigare ägaren. Magnusson vände sig då till Kreuger och biografen invigdes redan den 30 december 1915 under namnet Röda Kvarn. Biografen kom att ersätta Magnussons tidigare biograf med samma namn i Sveasalen på Hamngatan, vilken rivits år 1914 för ge plats åt NK:s nya huvudbyggnad, uppförd av Kreuger & Toll. Under Kreugers ledning slogs 1919 Magnussons bolag Svenska Biografteatern samman med Filmindustri AB Skandia till AB Svensk Filmindustri (SF). På Drottninggatan 82 invigdes Biografen Skandia år 1923 i ett äldre hus inköpt av Hufvudstaden år 1921. Arkitekt för biografen var Gunnar Asplund.

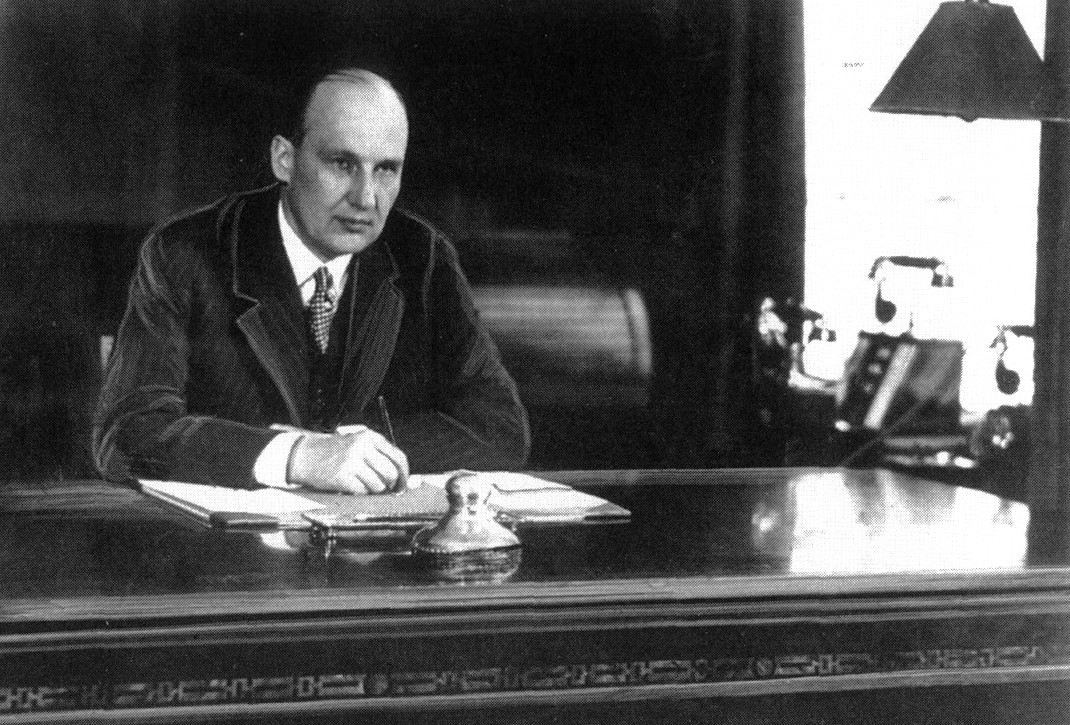
Ivar Kreuger omkring 1930 vid sitt skrivbord i Tändstickspalatset.

Bolagets fastighetsbestånd var under de tidiga åren uppdelat i många olika bolag. I Hufvudstadens årsredovisning från 1917 fanns 25 dotterbolag och 1919 hade företaget 40 fastigheter, vilka ägdes av 37 dotterbolag. Efter en snabb initial expansion mattades bolagets tillväxt av och 1919 köpte bolaget endast två fastigheter och 1920 en fastighet. År 1921 sålde Lennart Palme, som då avgått som direktör, egendomen Viksjö i Jakobsberg till bolaget för 226 000 kronor. Under 1920-talet byggde bolaget både för egen räkning och åt andra Kreugerbolag. Bland de egna fastigheterna som uppfördes fanns Centrumhuset liksom Kungsgatan 4, 6, 8 och 10. För Svenska Tändsticksaktiebolaget uppförde man Tändstickspalatset. Företaget byggde i egen regi, trots att Kreuger & Toll Byggnads AB fanns i samma koncern.

#### Kreugerkraschen
Börskraschen i oktober 1929 och den följande depressionen drabbade Hufvudstaden i ett expansivt skede med omfattande nybyggen längs Kungsgatan och fick katastrofala följder för Kreugerkoncernen genom Kreugerkraschen. Efter Ivar Kreugers död den 12 mars 1932 begärde Kreuger & Toll sig självt i konkurs den 24 maj 1932. Tre av Hufvudstadens styrelseledamöter häktades under 1932: Erik Sjöström, Carl Juhlin-Dannfelt, samt Nils Ahlström. De två sistnämnda var även styrelseledamöter i Kreuger & Toll, där Ahlström också var vd. Ahlström dömdes till fängelse i två år och en månad medan Juhlin-Dannfelt fick fyra månader och Sjöström frikändes. Även ledamoten och bolagets verkställande direktör sedan 1924, Carl Wiktor Andrén åtalades men frikändes.

### Kris och världskrig (1933–1949)

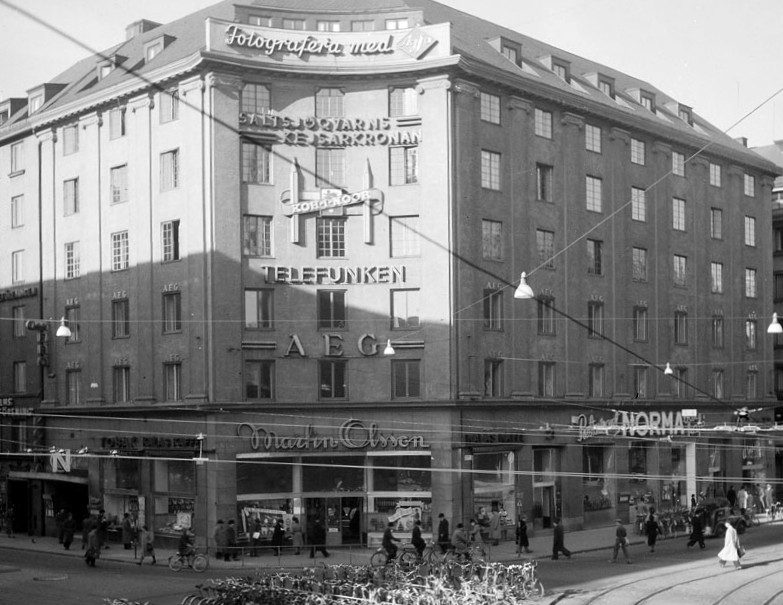
Kungsgatan 40 i Stockholm, vid korsningen mot Sveavägen, 1946. Huset ägs av Hufvudstaden sedan 1929.

Efter Kreugerkraschen och dess efterverkningar var Hufvudstadens framtid osäker. På bolagsstämman den 27 november 1933 avgick hela den gamla styrelsen och en ny styrelse tillträdde under ledning av Gustaf Zethelius, bankdirektör i Svenska Handelsbanken, medan Hugo Hintze utsågs till ny verkställande direktör. Hintze hade tillsammans med revisorn Fritz Tjus utrett bolaget under 1932 och kommit fram till att dess ställning var sådan att det kunde överleva. Hugo Hintze har i kvarlämnade anteckningar lyft fram Ernst Herslow, bankdirektör i Skandinaviska banken, som avgörande för bolagets överlevnad. Herslow stödde bolagets sanering genom en uppgörelse med Kreuger & Tolls konkursbo, och beviljade ett moratorium på företagets skulder till Skandinaviska banken. Skandinaviska banken lät också bilda Custos för att förvalta bankens intressen i Hufvudstaden och andra bolag, som banken engagerat sig i under krisåren. Bolaget introducerades på Stockholms fondbörs år 1938 med Custos som den dominerade ägaren. Custos kom att kvarstå som Hufvudstadens huvudägare fram tills Fredrik Lundberg 1998 tog över som den största ägaren.
Förutom efterverkningar av Kreugerkraschen påverkades Hufvudstaden av en tuffare konkurrens på fastighetsmarknaden. Antalet aktörer ökade, och allmännyttiga fastighetsägare kom att favoriseras, samtidigt som försäkringsbolag och byggföretag hade en gynnsammare skattesituation. Under perioden 1933-1955 uppförde Hufvudstaden bara en fastighet, bostadsfastigheten Islandet 10 & 11 på Drottninggatan 90.  Man valde samtidigt att sälja sina återstående tomter på Kungsgatan, vilket ledde till missnöje hos SF som i stället fick se andra biografkedjor etablera sig (Rigoletto, Saga och Royal). Gunnar Schmidt (vd 1954-1974) har förklarat valet med en vilja hos Hintze att konsolidera företaget och att de attraktiva tomterna vid Kungsgatan gav god ersättning när de avyttrades, samt att Hufvudstaden enligt avtalet med staden förbundit sig att bebygga tomterna inom en bestämd tidsperiod eller få betala skadestånd.
Andra världskriget påverkade Hufvudstaden under 1940-talet. Under krigsåren ransonerades eldningsbränsle och inga garantier gavs för bränsleleveranser. Bolaget köpte torv från en mosse i Handen och sulfatved från Dynäs AB, som lades upp på bolagets egendom i Viksjö. Ekonomiskt förbättrades företagets situationen under kriget, då nästan inga objekt stod outhyrda och omflyttningarna minskade, vilket ledde till lägre reparationskostnader. Samtidigt hade en del lokaler hyrts ut på långtidskontrakt, vilket hindrade bolaget från att fullt ut kompensera för ökade bränslekostnader.
Under 1940-talet kom hyresmarknaden att regleras och 1942 infördes Hyresregleringslagen, vilken reglerade hyresnivåerna för både lokaler och bostäder. Lagen var tänkt som ett provisorium, men kvarstod till 1972 för lokaler i större städer och kvarstår i form av bruksvärdessystemet för bostäder. Lagen påverkade fastighetsbolagen negativt, och de kunde inte kompensera de snabbt ökande kostnaderna under 1940-talet. Den första generella hyreshöjningen kom 1950, då hyrorna höjdes med 0,3 procent.

### Efterkrigstiden (1950–1969)

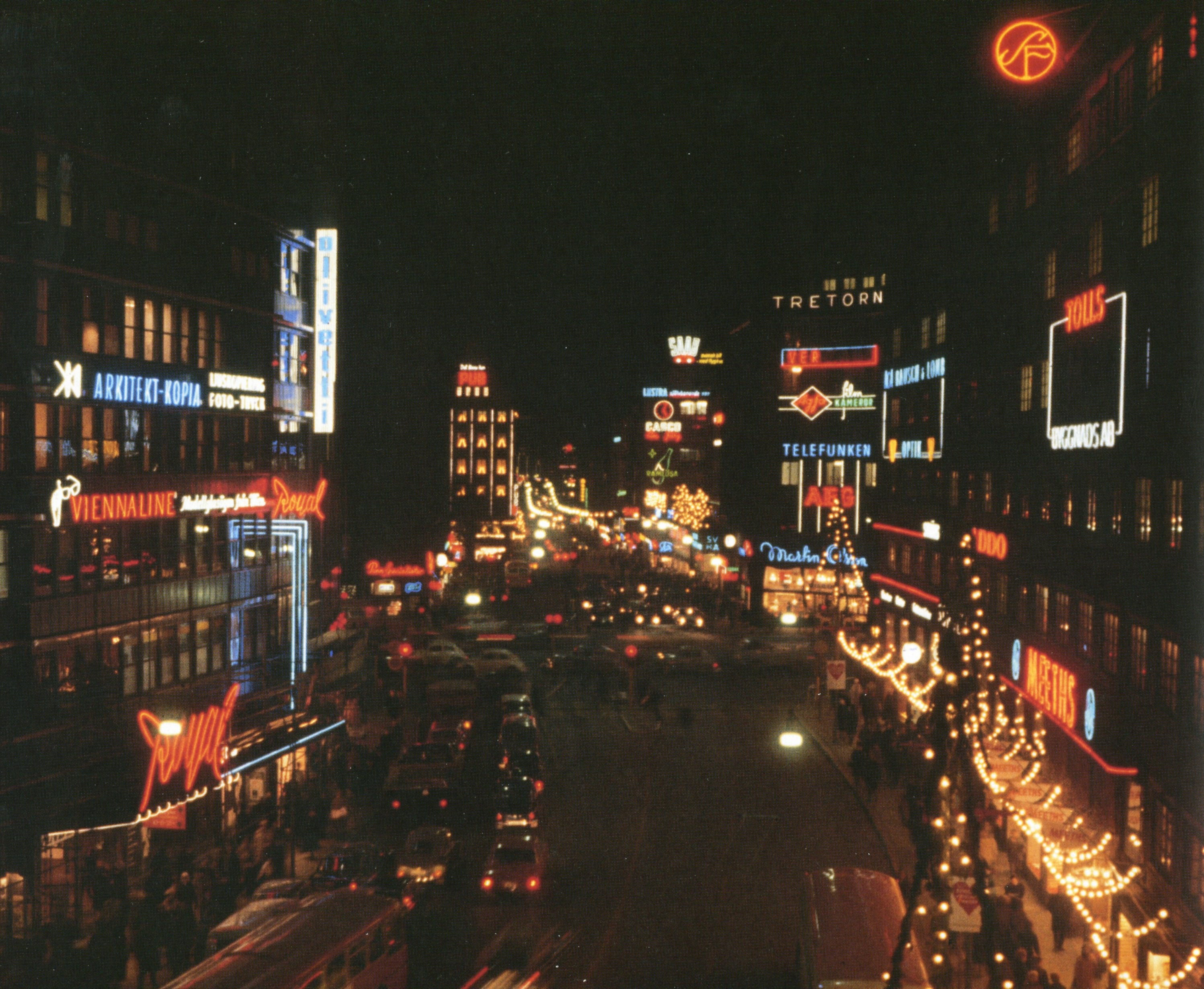
Korsningen Kungsgatan/Sveavägen 1965 med Centrumhuset till höger.

Stockholm förvandlades snabbt under 1950- och 1960-talen, vilket påverkade Hufvudstaden. Tunnelbanan byggdes i centrum, bilismen kom att påverka stadsmiljön allt mer, samtidigt som det nya Hötorgscity försköt citys tyngdpunkt. Samtidigt var hyrorna fortfarande låsta och miljonprogrammet absorberade byggresurserna.
Tidningen Ny Dag kritiserade 1951 Kreugerbolaget Hufvudstaden för att monopolisera den blivande ändstationen Hötorgets genom att kontrollera tre av fyra hörnhus i korsningen Sveavägen/Kungsgatan där uppgångarna till tunnelbanan skulle byggas (det fjärde hörnet upptas av Konserthuset). Hufvudstaden krävde även att få riva hörnhuset Kungsgatan 39 vilket man fick, men nybyggnationen kom att dra ut på tiden. Den 6 oktober 1955 skrev Dagens Nyheter om den då avrivna tomten under rubriken Toppläge i city – skräptomt/Strängstopp för nybygge. I artikel beskrivs hur Hufvudstadens direktör Gunnar Schmidt hade sökt upp Gunnar Sträng (som samma år hade utsetts till finansminister).
| ” | I april i år uppsökte chefen för Hufvudstaden, direktör Gunnar Schmidt, dåvarande socialministern Sträng och framhöll önskvärdheten av att bygget kom till stånd, bland annat under åberopande av T-baneavtalet med Stockholms stad. Hr Sträng öppnade en eventuell utväg: vill Hufvudstaden ta emot den svårt lokalträngda centralsjukkassan som hyresgäst, så skulle byggnadstillstånd kunna meddelas | „ |

Först 1959 kunde inflyttning ske i huset.

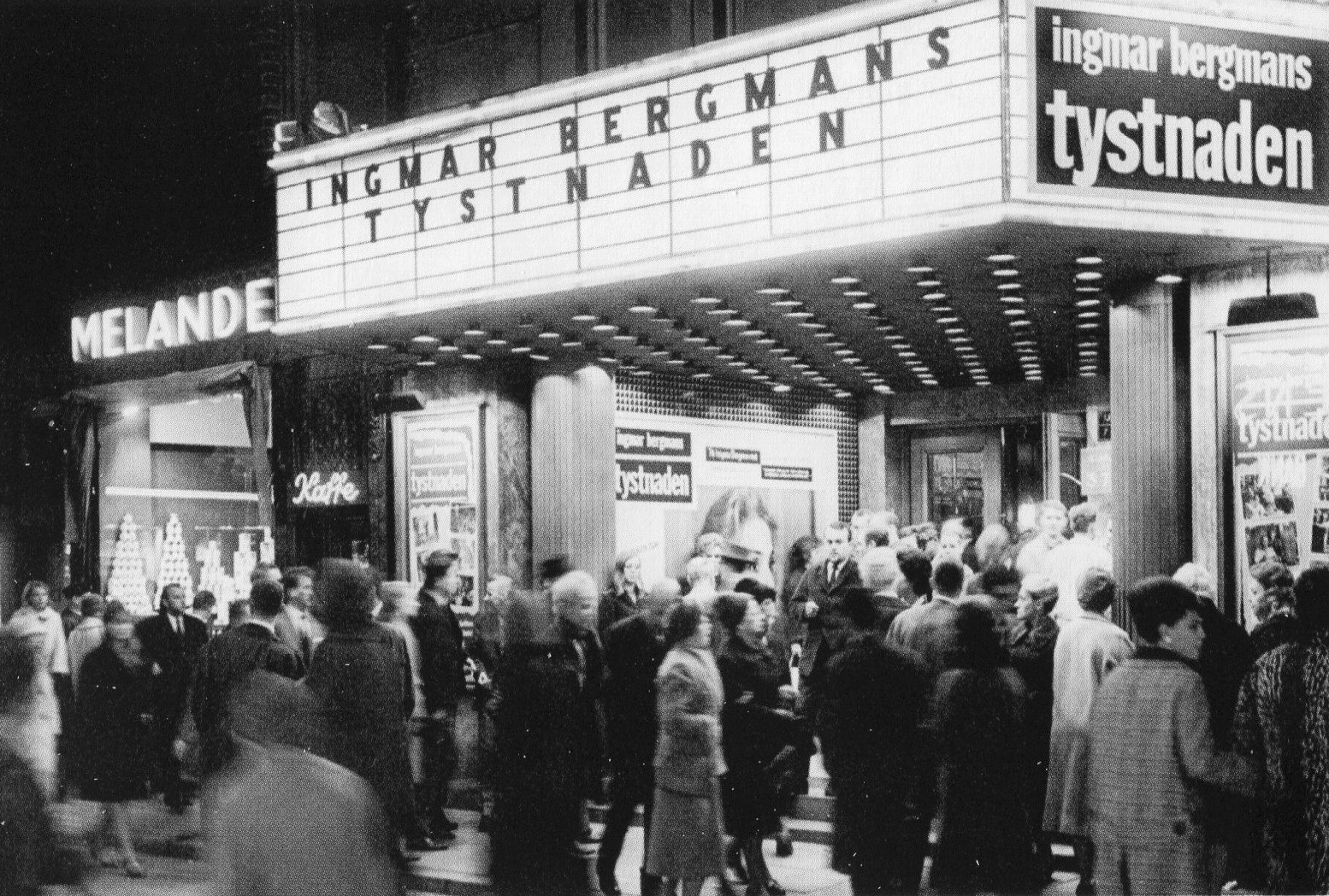
Människor utanför biografen Röda kvarn 1963 som visade Ingmar Bergmans film Tystnaden.

Torsten Nothin (ordförande 1949-1959) betonade vikten av god likviditet och från hans tid finns två PM (författade av Nothin respektive verkställande direktören Hellstenius) i Hufvudstadens arkiv om en planerad utförsäljning av ett stort antal av bolagets fastigheter. Delar av det frigjorda kapitalet hade kunnat utnyttjas för planerade nybyggen, samtidigt hade bolaget betydande outnyttjade belåningsmöjligheter på sitt fastighetsbestånd och nyförvärv av fastigheter bedömdes på 1950-talet som olönsamt för bolaget. Den höga likviditeten och att alltför stor del av bolagets kapital utgjordes av eget kapital gav en låg förräntning av det egna kapitalet. Förslagen om att sälja av fastigheter, liksom ett förslag från företagsledningen om att betala tillbaka hälften av bolagets kapital till aktieägarna, förverkligades inte, och istället gav försiktigheten under 1950- och 1960-talen bolaget finansiella resurser att genomföra större framtida satsningar som skulle visa sig lönsamma.
Hufvudstaden fortsatte att öka sitt aktieinnehav i AB Svensk Filmindustri under 1960-talet och lade 1966 ett bud på återstående aktier då aktieägarna i SF erbjöds att byta två aktier mot tre aktier i Hufvudstaden. De sista aktierna löstes in 1970 och SF blev ett helägt dotterbolag till Hufvudstaden.

### Expansion och internationella satsningar (1970–1990)

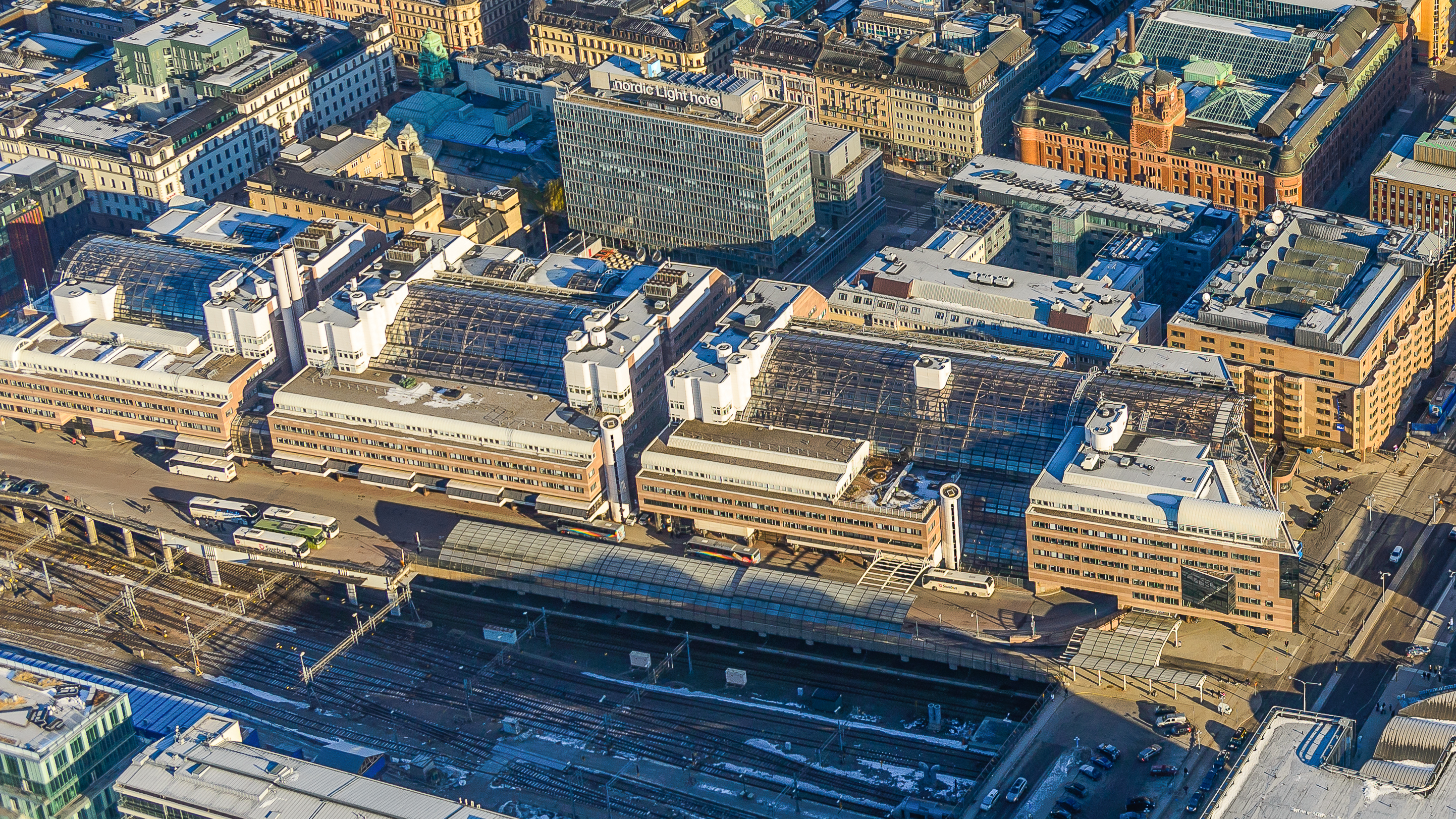
World Trade Center i Stockholm

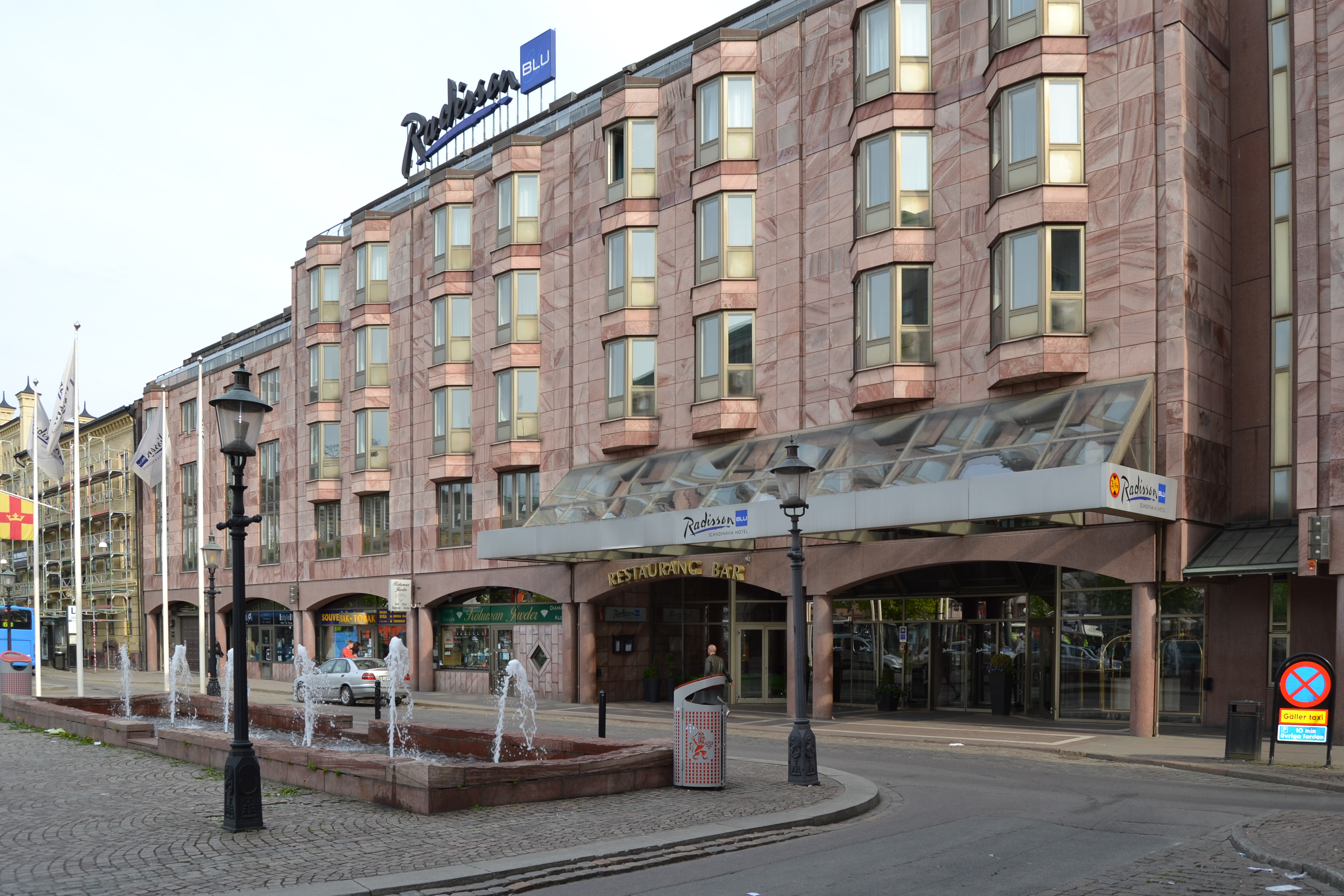
F.d Sheraton Göteborg Hotel & Towers (nuvarande Radison blue) uppfört 1986 med 350 hotellrum. Hotellet drevs i början av ett helägt dotterbolag i samarbete med Sheraton.

Två trendbrott omkring 1970 skulle få positiva effekter för Hufvudstaden. Hyresregleringarna för kommersiella lokaler och expropriationshoten mot bolagets fastigheter lättade. Under bygget av tunnelbanan och Norrmalmsregleringen hade många privata fastigheter exproprierats under 1950- och 1960-talen och enligt planen City 62 skulle Mäster Samuelsgatan breddas och ledas på en viadukt över Birger Jarlsgatan och fram till Östermalmstorg. Det senare hade inneburit rivningar och stor påverkan på bolagets fastigheter mellan Norrmalmstorg och Stureplan. Planerna väckte protester och den 16 mars 1972 uttalade Stockholms fastighetsborgarråd Per-Olof Hanson i DN Inom överskådlig tid kommer vi inte att gå in och citysanera öster om Norrlandsgatan, vilket innebar att bolagets kärninnehav inte längre var hotade.
Betydande för bolagets fortsatta utveckling var Lars Öberg, som hade anställts som bolagets utvecklingschef 1970 och därefter var verkställande direktör 1975-1988, då han blev chef för Custos och styrelseordförande i Hufvudstaden. En av hans första arbetsuppgifter var att renodla verksamheten, dotterbolagen inklusive Svensk filmindustri såldes. Köpare av SF var Dagens Nyheter, som för 55 miljoner förvärvade film- och biografverksamheten, medan Filmstaden kvarstod i Hufvudstadens ägo. Som en följd av affären minskade antalet anställda från 925 till 182, och lönesumman från 30 miljoner till mindre än 9 miljoner. Arbetet skedde i nära samarbete med Åke Bergqvist från Custos (styrelseordförande i Hufvudstaden 1972-1985), som var pådrivande när det gäller Hufvudstadens internationella satsningar. Före 1987 gjorde valutaregleringen det omöjligt för svenska företag att utan speciellt tillstånd investera i hyresfastigheter i utlandet. Hufvudstaden fick i början av 1970-talet tillstånd att tillsammans med Ingenjörsvetenskapsakademien och Statsföretag uppföra ett Sverigehus (Sweden Center) i Tokyo, vilket stod färdigt 1972. Flera liknade projekt planerades, men realiserades aldrig.
Hufvudstaden kunde 1983 kringgå valutabegränsningarna genom att köpa upp Swedish Match-koncernens nybildade fastighetsbolag Trans Match. Köpet finansierades genom en apportemission där Swedish Match blev ägare av cirka 19 procent av Hufvudstaden, vilket med börsvärdet i slutet av 1984 motsvarande cirka 665 miljoner kronor. Fastigheterna värderades till 600 miljoner kronor, varav 400 miljoner utomlands. Bland fastigheterna fanns två gamla Kreugerfastigheter, Tändstickspalatset (som säljaren enligt en option återköpte 1989) samt Nr 7 Place Vendôme i Paris. I årsredovisningen från 1987 slogs fast att investeringarna utomlands skulle koncentreras till Paris och London medan övriga innehav skulle omprövas. De följande åren investerade Hufvudstaden betydande belopp i förädling och nyförvärv utomlands, 1989 investerade man över 700 miljoner kronor i London och Paris.
Hufvudstaden låg tillsammans med SIAB och Lundbergs bakom bolaget Vasaterminalen, som under senare delen av 1980-talet byggde World Trade Center, ett 45 000 kvadratmeter stort komplex bestående av fyra sammanbundna kvarter byggt ovanpå Stockholms centrals norra spårområde. Bland övriga större nyproduktioner fanns kontorsfastigheten Marievik 15 (i ett gemensamt bolag med Marieberg), Hotell Sheraton i Göteborg, samt nya kontorshus på Biblioteksgatan och Norrlandsgatan i Stockholm.

### Fastighetskris och koncentration på Sverige (1991–idag)

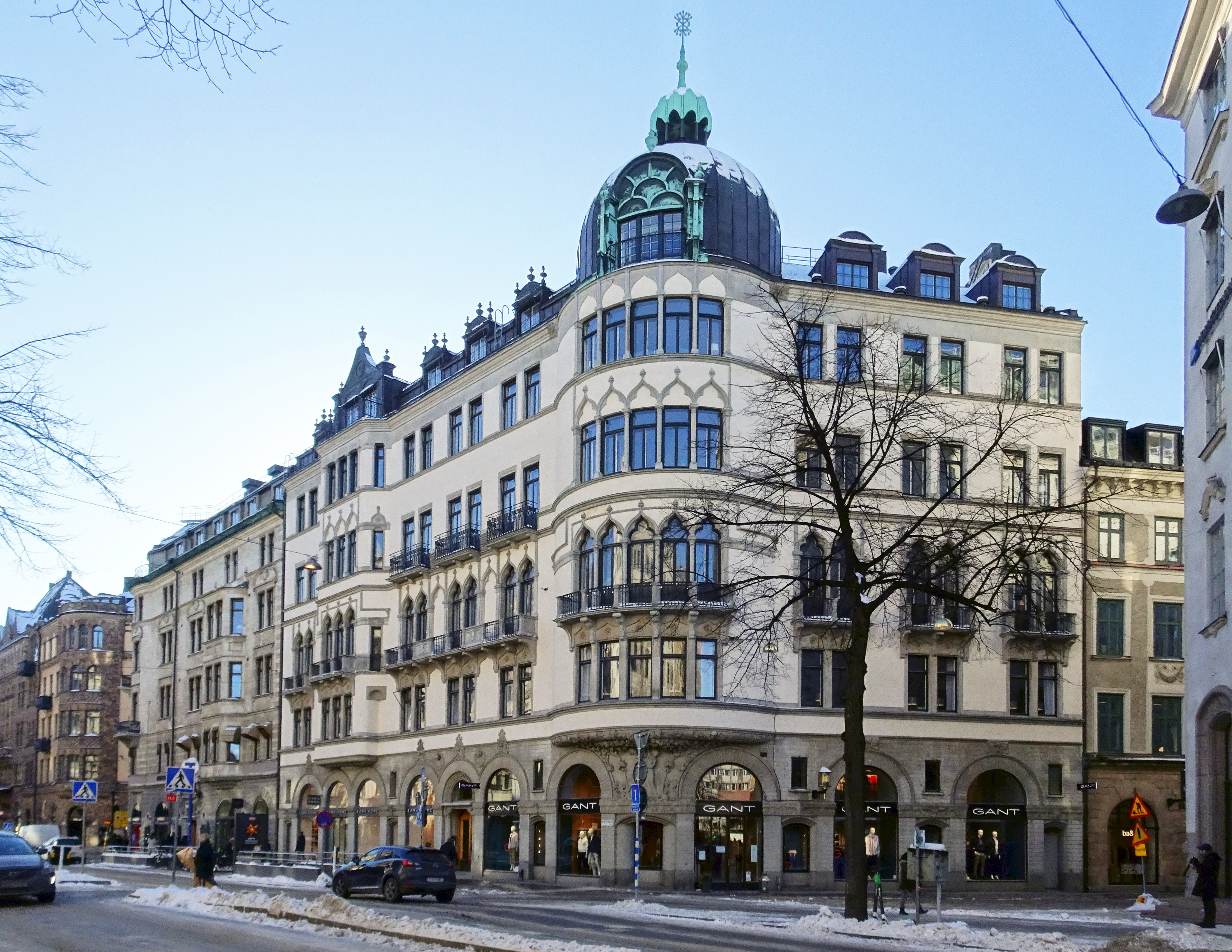
Bocanderska palatset i kvarteret Pumpstocken sedd från Birger Jarlsgatan i maj 2010. I bakgrunden kvarteret Rännilen. Båda ägs av Hufvudstaden.

Hufvudstaden påverkades av Finanskrisen i början 1990-talet, som gav sjunkande hyror, högre vakansgrad och sjunkande aktiekurs. Samtidigt hade bolaget bättre möjligheter att klara krisen än många andra fastighetsbolag. Bolaget hade lägre belåningsgrad och hade inte spekulerat i värdeökningar utan hade som mål för förvaltningen att löpande kostnader och rimlig utdelning skulle klaras utan värdestegringsvinster. Med undantag för år 1990, då Hufvudstaden visade ett negativt resultat efter finansnetto, gick bolaget med vinst under hela krisen.
Hufvudstaden fortsatte att investera internationellt under första hälften av 1990-talet men på hösten 1996 beslöt styrelsen att ändra strategi och koncentrera verksamheten helt till Sverige. I årsredovisningen från 1996 förklarade vd Olov Agri den gamla strategin från 1987 och framåt, att öka internationaliseringen, med att skapa riskspridning, samt med önskemål från investerare vid tidpunkten att investera i företag som satsade internationellt. Situationen hade förändrats 1997, aktiemarknaden hade blivit mer internationell och de institutionella ägarna efterfrågade aktier i bolag med tillgångarna fokuserade i ett land, menade Agri. I februari 1997 beslöt styrelsen att rekommendera bolagsstämman att placera de utländska fastigheterna i ett nytt bolag, Hufvudstaden International. Förslaget godkändes på bolagsstämman 1997 och bolaget noterades på Stockholmsbörsen. Senare under 1997 köptes det upp av Diligentia.
Under senare delen av 1990-talet fortsatte koncentrationen av fastighetsbeståndet och fokuseringen på kontors- och butikslokaler i centrala Stockholm och Göteborg. Under 1999 sålde man fastigheter i Uppsala, Västerås och Norrköping. NK med fastigheter i Stockholm och Göteborg köptes upp 1998, vilket stärkte Hufvudstadens marknadsposition. År 2000 köpte Hufvudstaden ut de andra ägarna och blev ensam ägare av World Trade Center i Stockholm, samma år köpte bolaget också Citypalatset i Stockholm. Under 2006 såldes de sista bostadsfastigheterna samt World Trade Center, det senare för att minska riskexponeringen och för att möjliggöra nya investeringar. I syfte att stärka handeln längs med Biblioteksgatan lanserade företaget varumärket Bibliotekstan år 2009.

## Hufvudstaden idag
Hufvudstadens fastighetsbestånd är helt koncentrerat till centrala Stockholm och Göteborg. Bolaget anger att marknadsvärdet på fastighetsbeståndet vid årsskiftet 2012/2013 var 23,1 miljarder kronor, fördelat på 19,2 miljarder i Stockholm och 3,9 miljarder i Göteborg. Företaget har två dotterbolag, AB Nordiska Kompaniet som äger varumärket NK och varuhusen i Stockholm och Göteborg, samt Parkaden med parkeringsverksamhet i parkeringshuset Parkaden och Continentalgaraget i Stockholm. Den största ägaren är Lundbergs, som kontrollerar 44,2 procent av kapitalet, och 87,6 procent av rösterna. Företaget var det högst värderade renodlade fastighetsbolaget på Stockholmsbörsen den 31 december 2012.

### Fastigheter i Stockholm

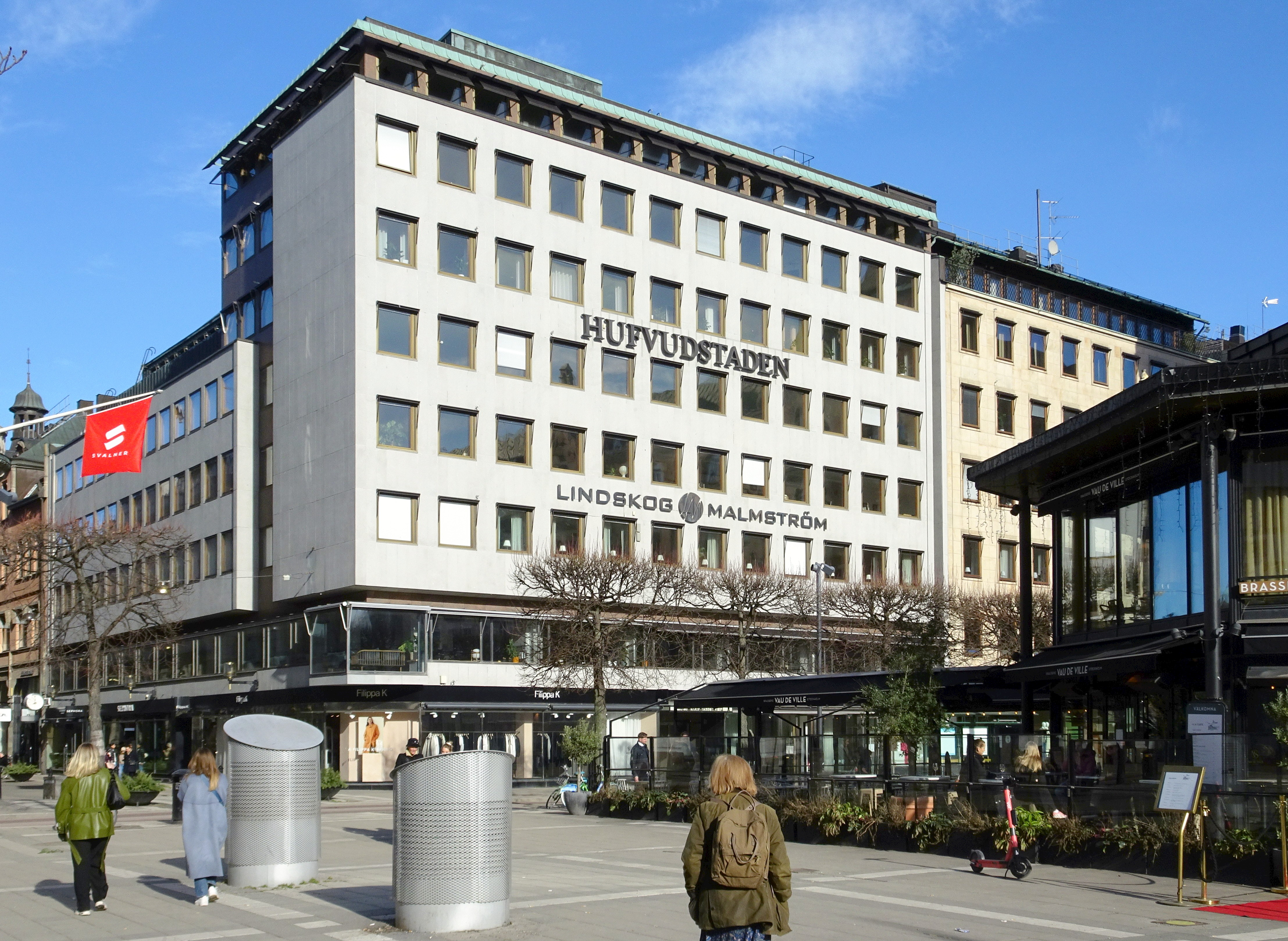
Hufvudstadens huvudkontor låg mellan 1964 och 1998 vid Norrmalmstorg.

Samtliga Stockholmsfastigheter ligger på Norrmalm med undantag för två fastigheter i Gamla stan.
- Ett större bestånd mellan Hamngatan och Stureplan, som omfattar Citypalatset, kvarteren Rännilen och Pumpstocken mellan Biblioteksgatan och Birger Jarlsgatan, större delen av kvarteret Kvasten mellan Biblioteksgatan och Norrlandsgatan, ett kontorshus i korsningen Smålandsgatan/Norrlandsgatan, det nordvästra kontorshuset vid korsningen Jakobsbergsgatan/Biblioteksgatan, ett kontorshus på Norrlandsgatan 31 samt Palmhuset på Norrmalmstorg.
- Nordiska kompaniet och parkeringshuset Parkaden.
- Drottninggatan 82 och Drottninggatan 92-94, båda inköpta år 1923.
- Tre hörnhus i korsningen Sveavägen/Kungsgatan. Centrumhuset, Hästhuvudet 13 och Sveavägen 24–26.
- Kungsgatan 4–10.
- Klarabergsgatan 56-64
- Kvarteret Achilles med (Räntmästarhuset) och fastigheten Medusa 1 i Gamla stan.

### Fastigheter i Göteborg
Hufvudstadens fastighetsinnehav i Göteborg är uppdelade på två kvarter i stadsdelen Inom Vallgraven och en fastighet i Nordstan.
- Hela kvarteret Härbärget som omges av Södra Hamngatan, Östra Larmgatan, Drottninggatan och Fredsgatan. Bebyggelsen består av äldre bebyggelse, med undantag för ett stort kontorshus på Södra Hamngatan 49–57, som uppfördes av Hufvudstaden åren 1973–1975 efter ritningar av Johannes Olivegren på tomten för det rivna Grand Hotel Haglund.[28]
- Fastigheten Inom Vallgraven 10:9 som utgörs av Nordiska kompaniets Göteborgsvaruhus. [29]
- Varuhuset Femman i Nordstan i Göteborg som byggdes 1971–1973 och ritades av Backström & Reinius.[30]
- Nordstaden 8:26, som är belägen vid Östra Hamngatan 26-28, Köpmansgatan 28-34 och Postgatan 39-43 i Nordstan i Göteborg. Fastigheten uppfördes för Länssparbanken Göteborg 1971–73 efter ritningar av arkitekt S. Brolid.[31] Hufvudstaden köpte fastigheten 2012 och fick tillträde den 7 mars 2013.

### Bilder
Ett urval av fastigheter som ägdes av Hufvudstaden vid årsskiftet 2012/2013.

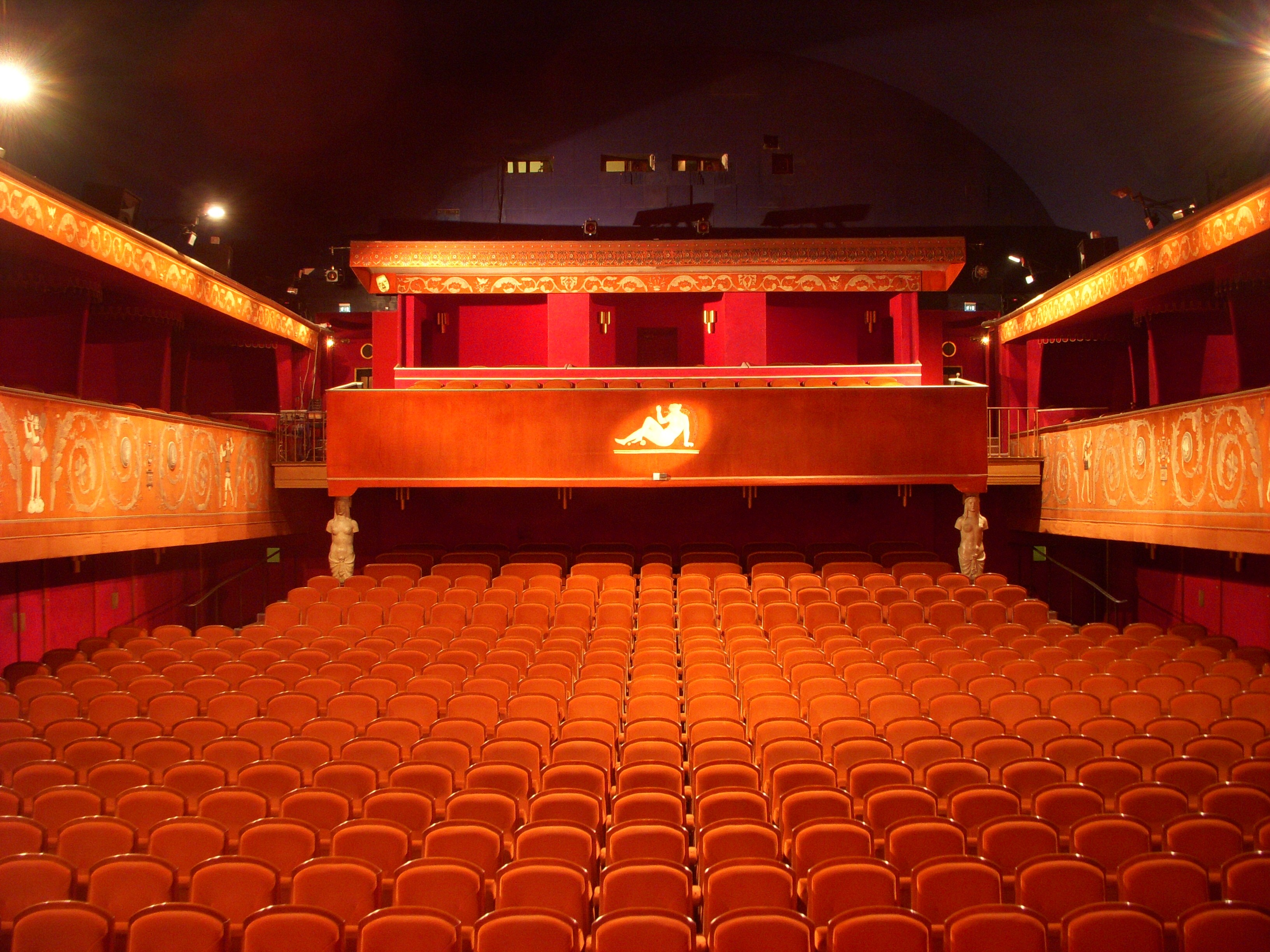
Biografen Skandia från 1922 ritat av Gunnar Asplund.
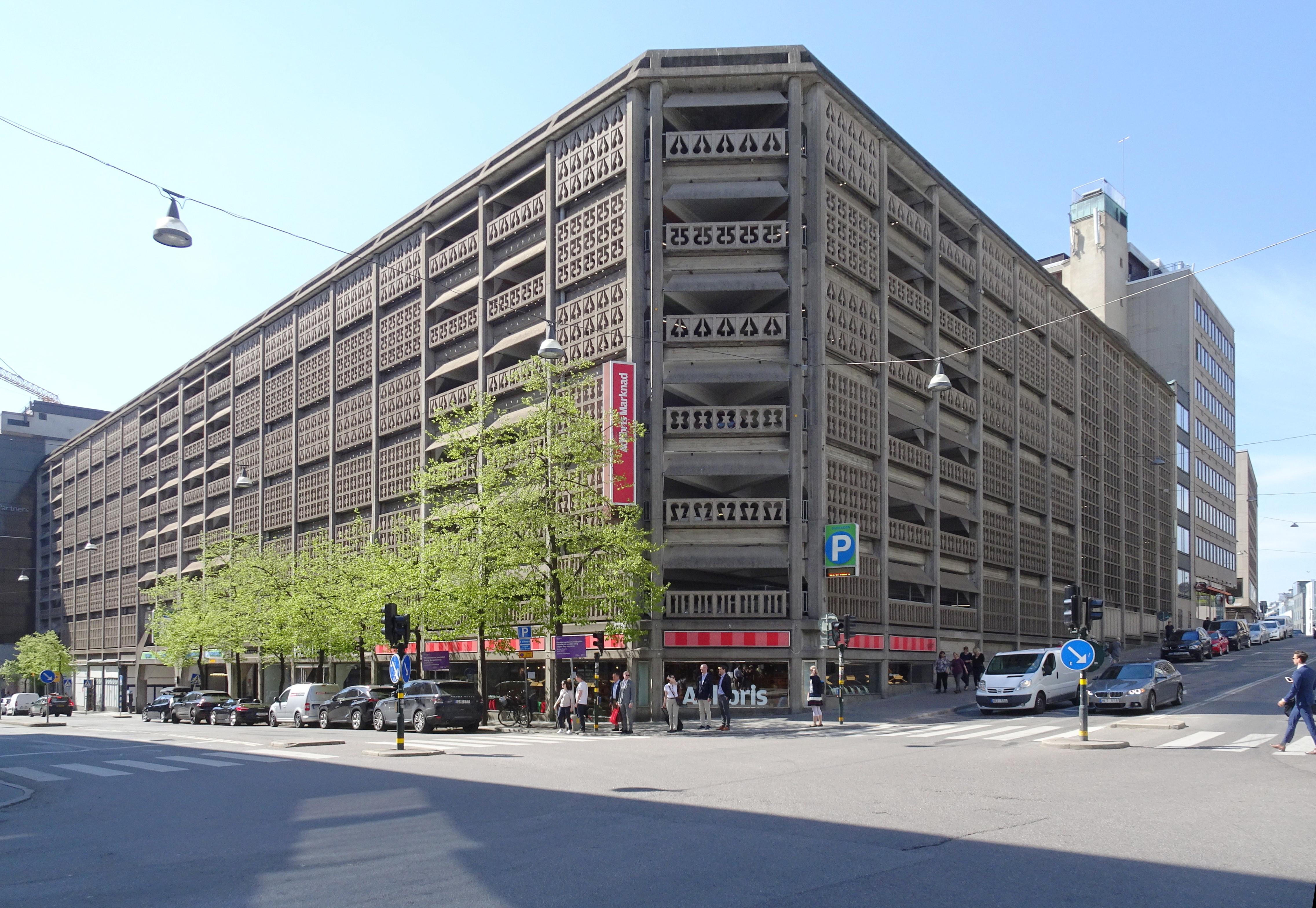
Parkeringshuset Parkaden från 1965 ritat av Gunnar Asplunds son Hans Asplund.
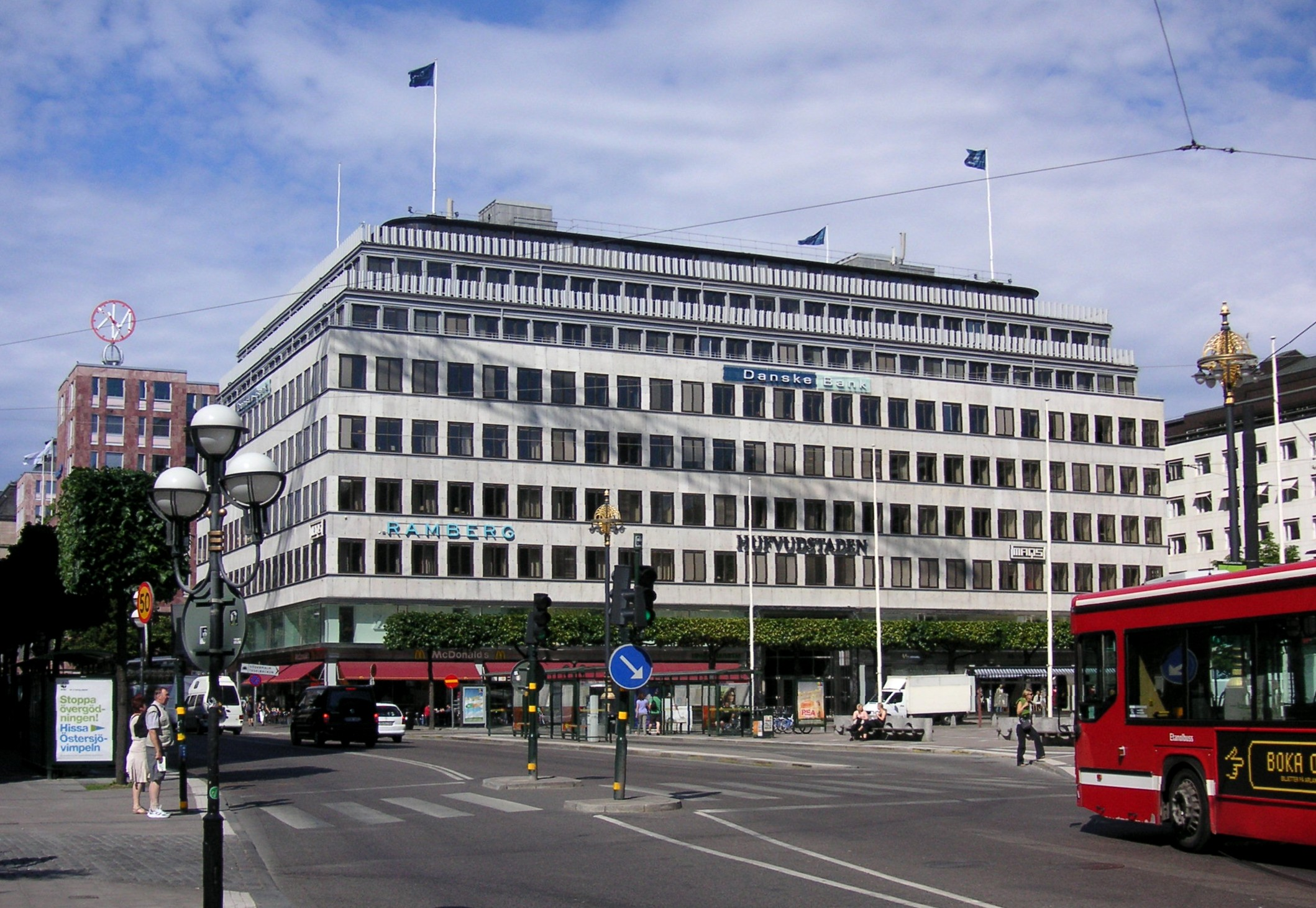
Citypalatset från 1932 ritat av Ivar Tengbom.
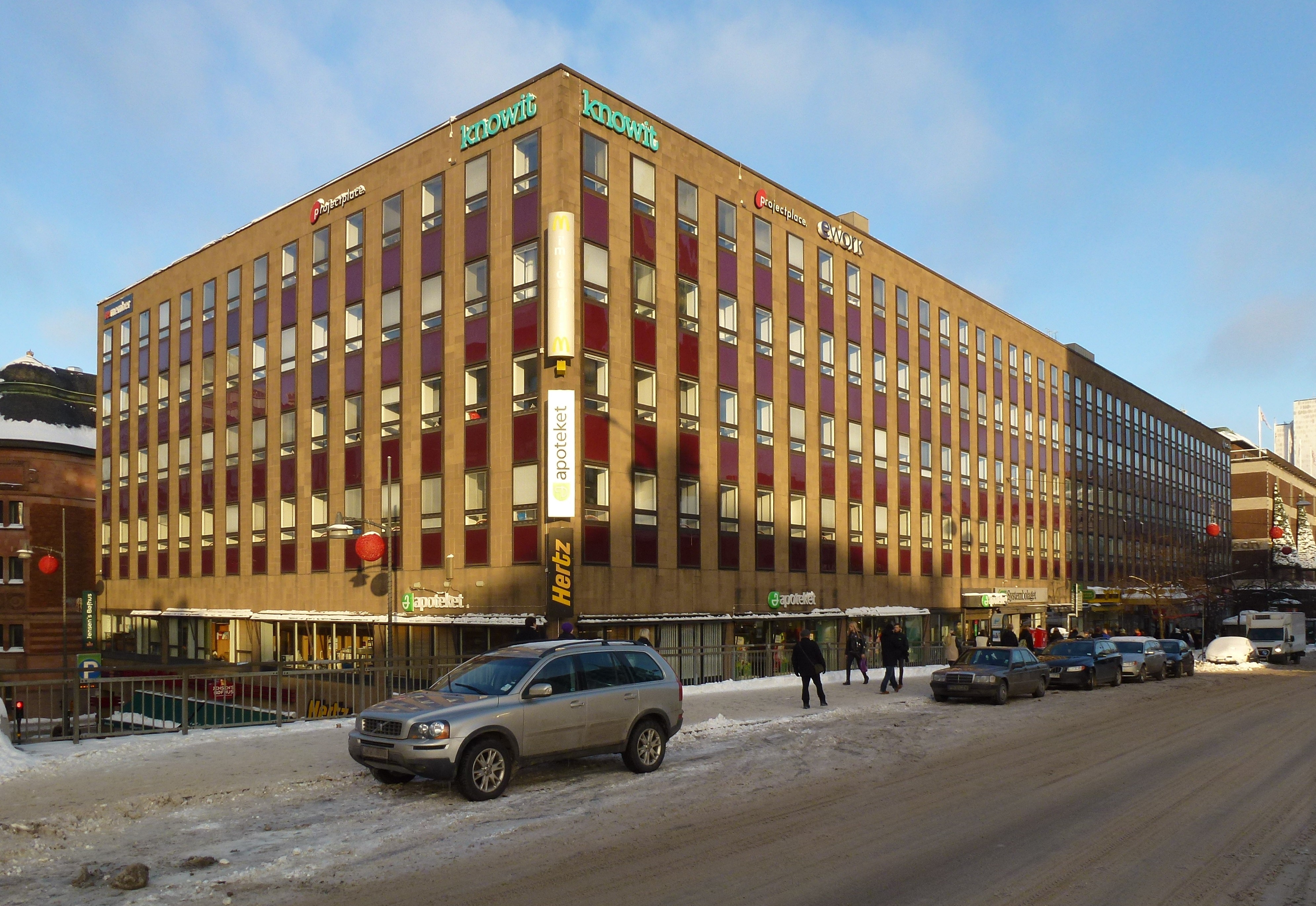
Klarabergsgatan 56-64 från 1964 ritat av Anders Berg.

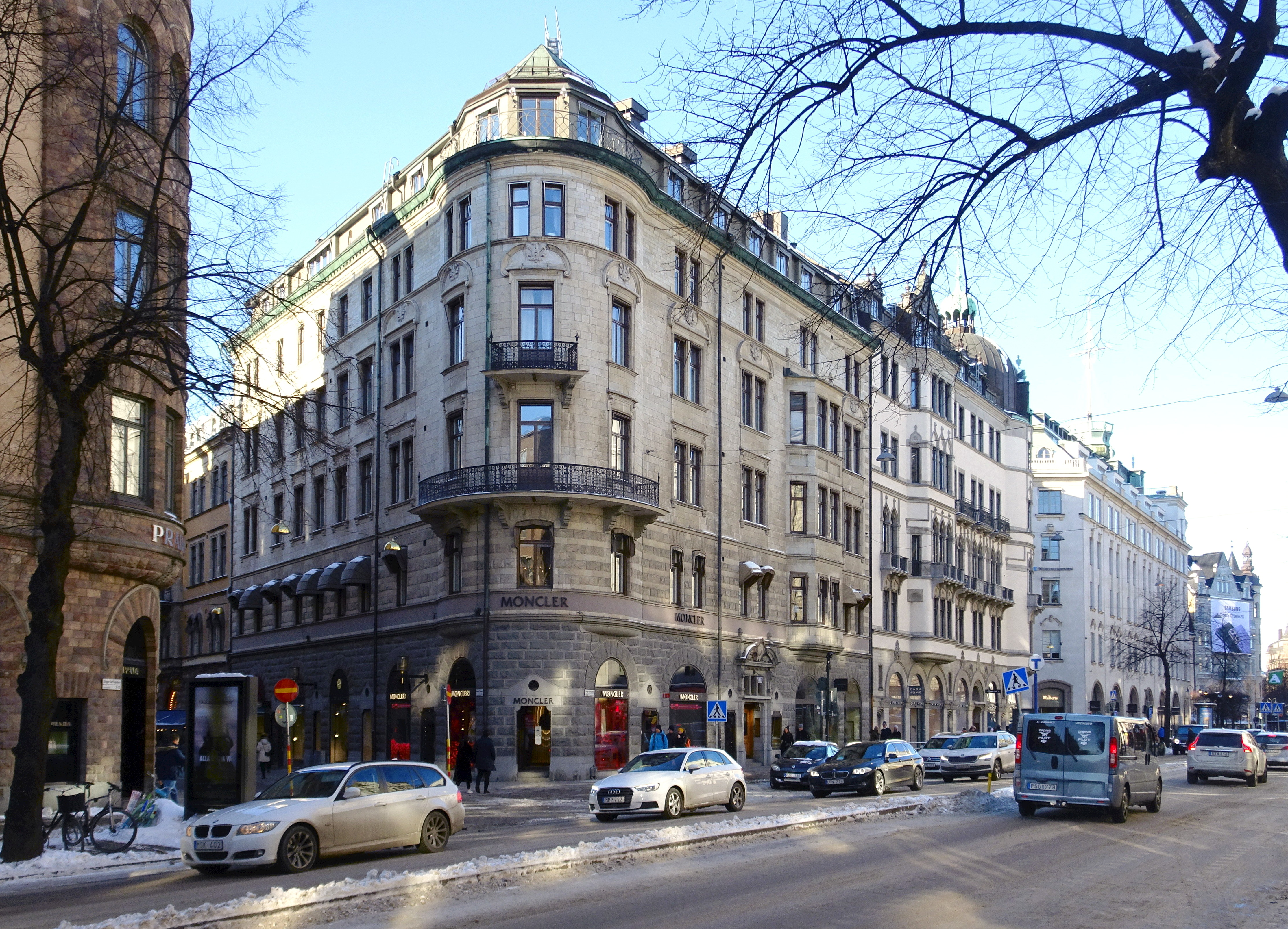
Pumpstocken 10, Birger Jarlsgatan 13.
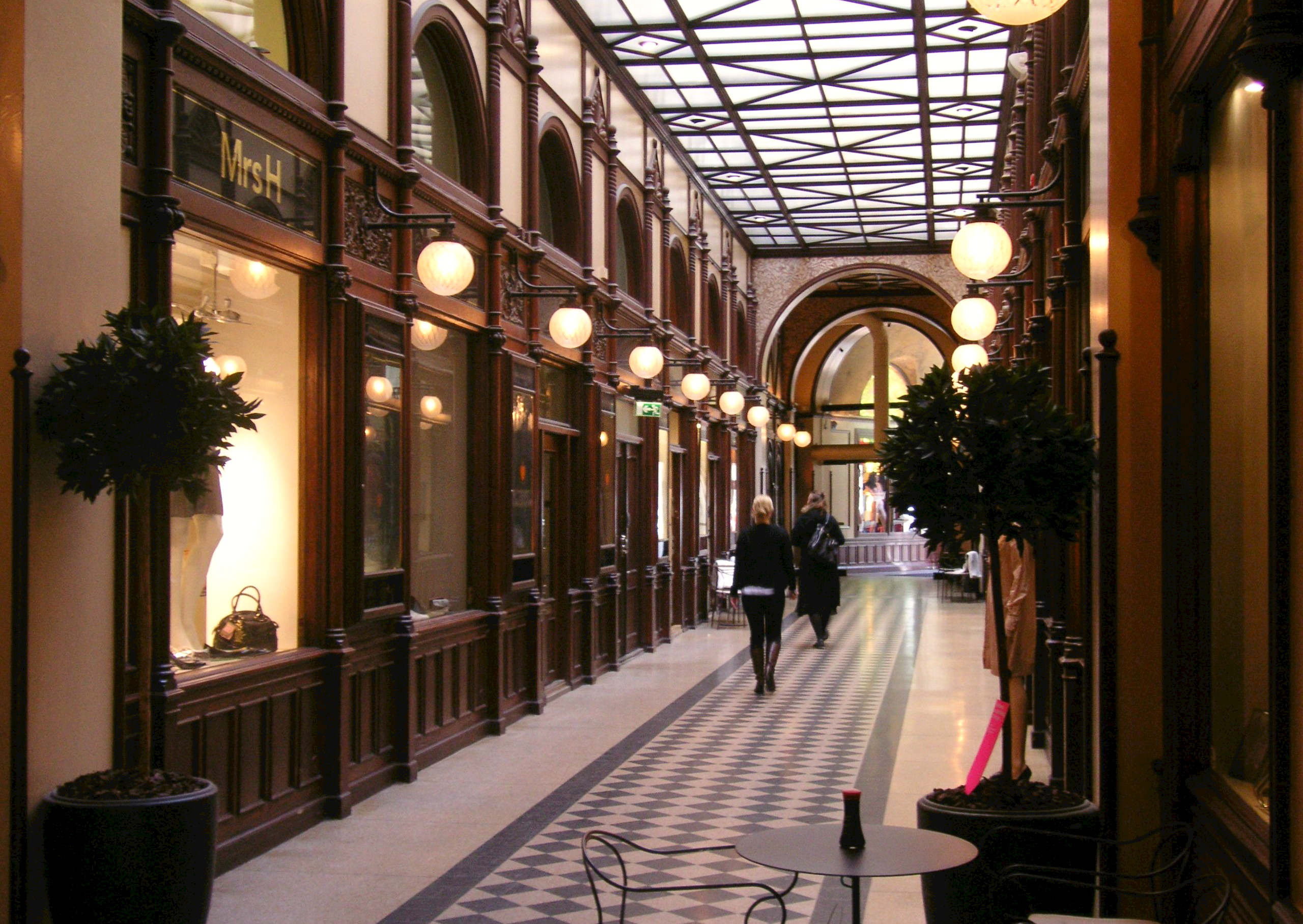
Birger Jarlspassagen från 1897 i kvarteret Rännilen ritat av Ludwig Peterson.
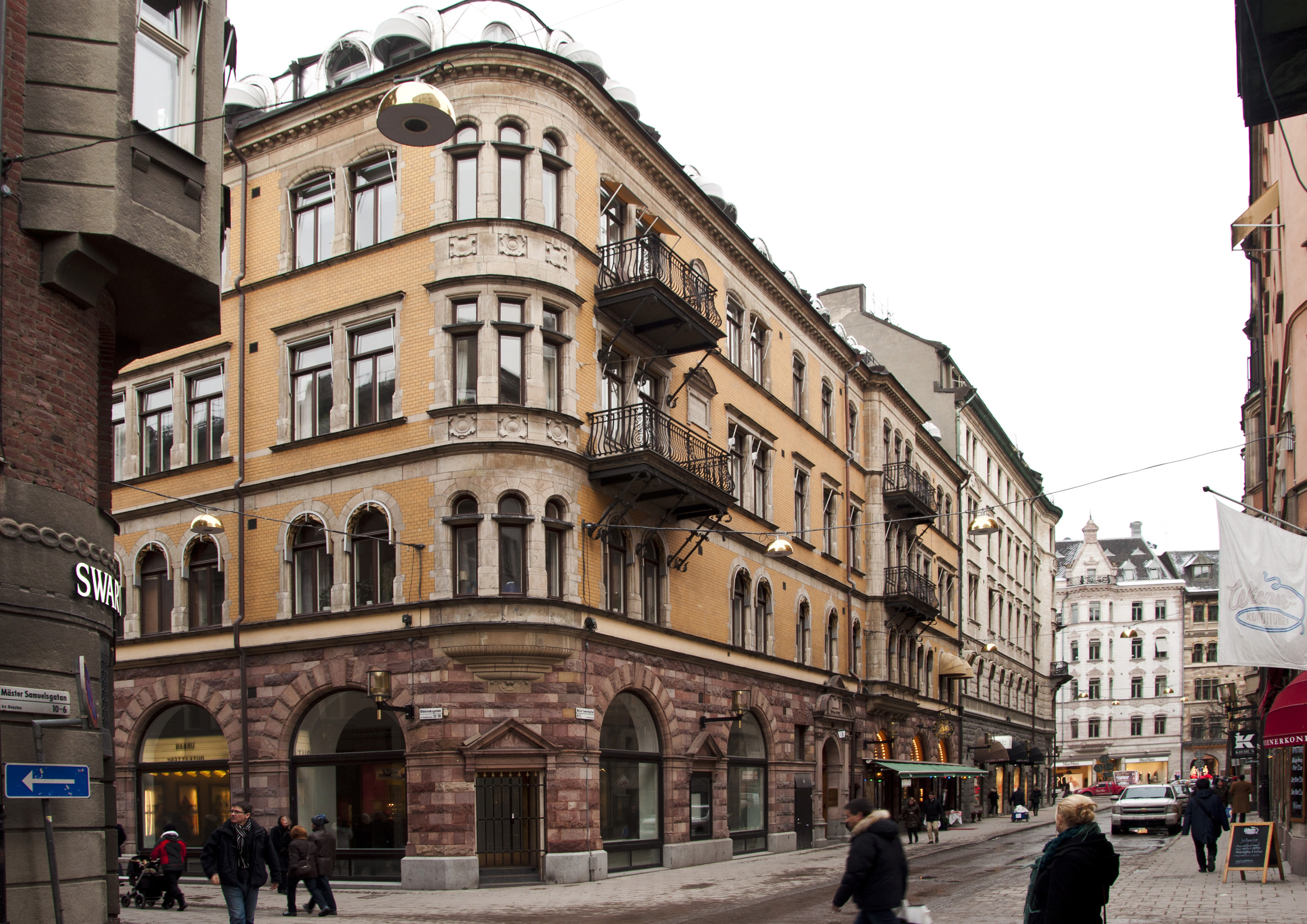
Pumpstocken 11. Hörnhuset från 1897 är ritat av Johan Laurentz.
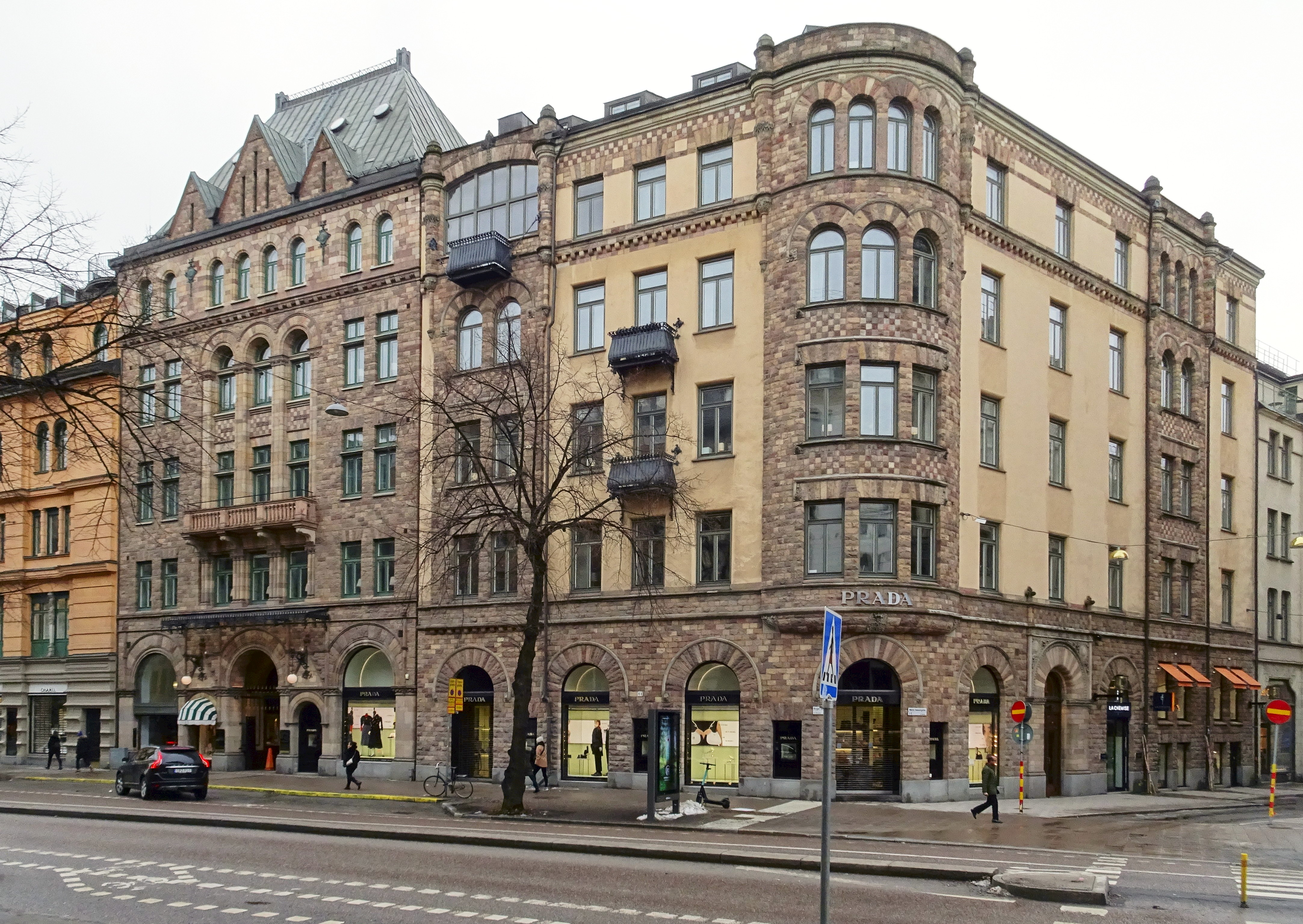
Rännilen 7 (till vänster) och Rännilen 8.

## Nyckelpersoner
Verkställande direktörer och styrelseordförande i Hufvudstaden.
| Verkställande direktörer: - Lennart Palme, 1915–1917 - Erik Hjorth, 1918–1923 - Carl Wiktor Andrén, 1924–1932 - Hugo Hintze, 1933–1947 - Gunnar Hellstenius, 1948–1953 - Gunnar Schmidt, 1954–1976 - Lars Öberg, 1976–1988 - Olov Agri, 1988–1997 - Tomas Billing, 1997–1999 - Ivo Stopner, 1999–2021 - Anders Nygren 2022–idag | Styrelseordförande: - Ivar Kreuger 1915–1918 - Nils Ahlström 1919–1923 - Allan Cederborg 1924–1927 - Carl Juhlin-Dannfelt 1928–1932 - Gustaf Zethelius 1933–1949 - Torsten Nothin 1949–1959 - Frithiof Ahrén 1959–1967 - Gunnar Hellstenius 1967–1972 - Åke Bergqvist 1972–1983 - Olle Karleby 1983–1988 - Lars Öberg 1988–1997 - Mats Qviberg 1997–1998 - Fredrik Lundberg 1998–idag |

Bland övriga styrelseledamöter fanns bland annat affärsmannen och donatorn Henry Dunker (1938–1951) och sedermera partiledare Gösta Bohman (1958–1976).